# Stupinigi (paleis)
Jachtslot Stupinigi (uitspraak: Stoepiniedjie) is een Rococo-paleis, ontworpen door de Spaanse architect Filippo Juvarra. Het "slot" is gebouwd voor het huis Savoye tien kilometer buiten Turijn. Het staat sinds 1997 op de UNESCO-lijst van werelderfgoed en is toegankelijk voor publiek.
De bouw begon in 1729 onder koning Victor Amadeus II van Sardinië. Juvarra, een architect met een theaterachtergrond, had het oorspronkelijke slot zo opgezet dat het als een 'surprise' aan de horizon moest verschijnen. Voor dit omgekeerde-verrekijkereffect had hij een rechte oprijlaan met aan weerskanten coulissen van populieren bedacht. Een fundamenteel, maar voor die tijd nieuwe aspect was dat de tuin zich ook voortzette in het interieur, dankzij het handwerk van diverse kunstenaars. In 1734 was de bouw gereed en Juvarra vertrok naar Madrid.

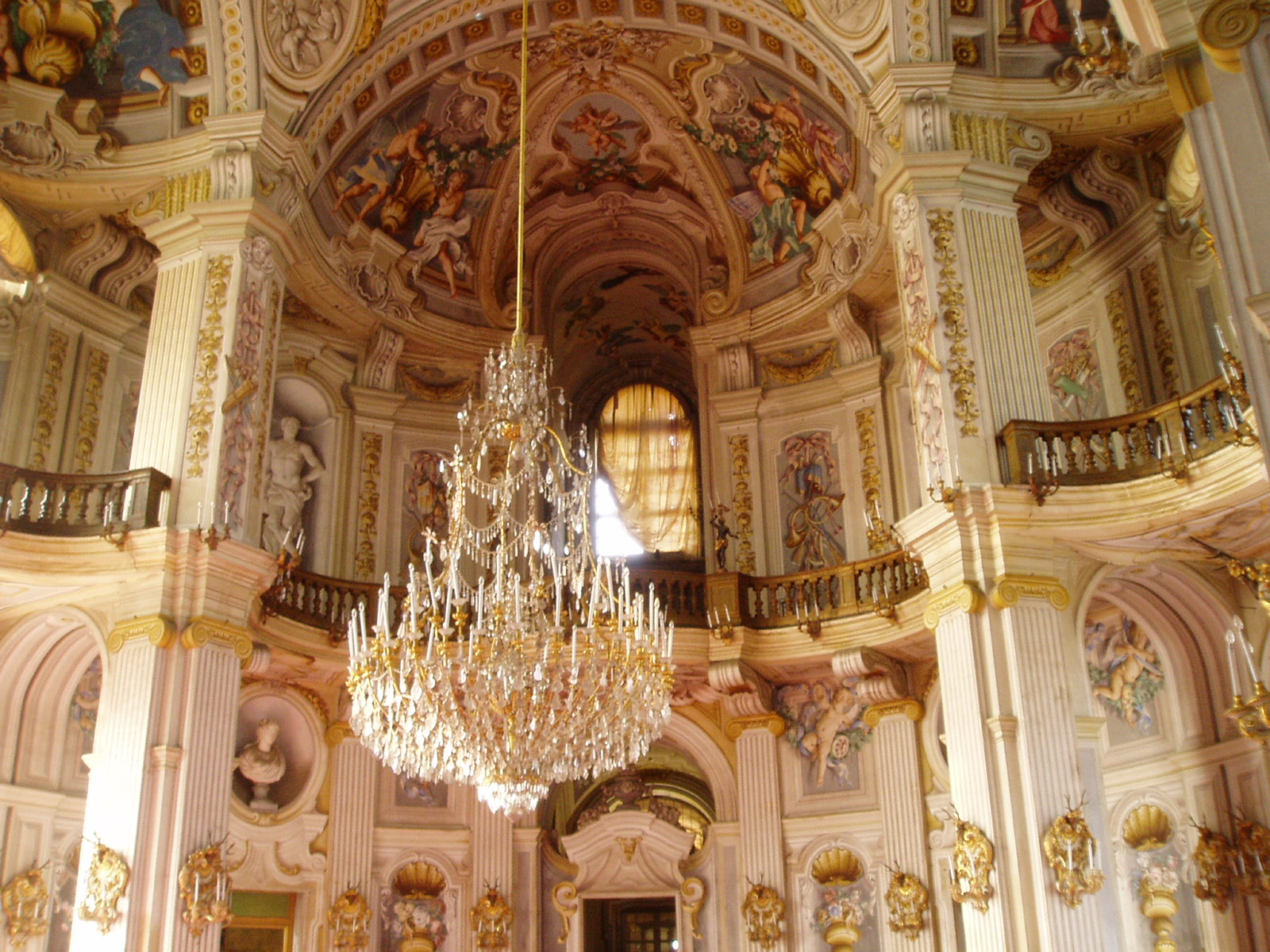
Centrale hal met de kroonluchter, perspectivische effecten en een caleidoscopische gewelfstructuur

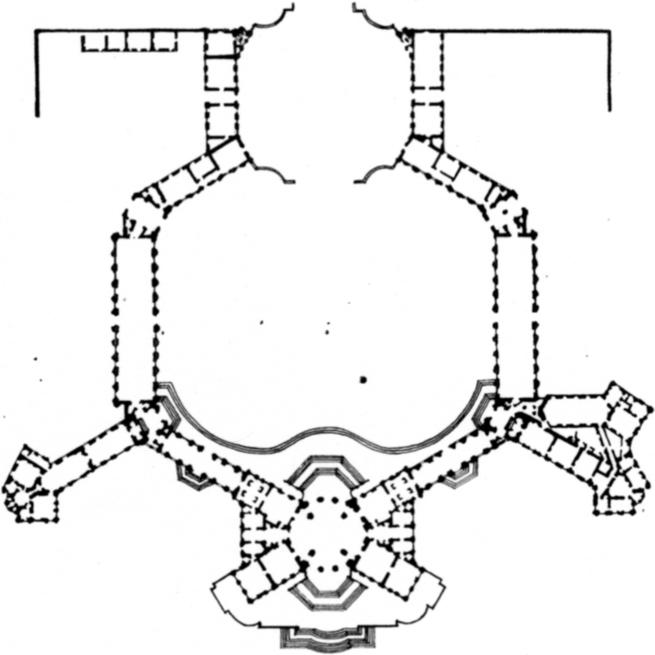
Plattegrond.

Onder het bewind van Karel Emanuel III van Sardinië en Victor Amadeus III van Sardinië werd tot aan het einde van de 18e eeuw aan de verfraaiing en uitbreiding van het paleis gewerkt. Slot Stupinigi bestaat uit 137 kamers en de meeste zijn op koninklijke wijze gedecoreerd. Op de plafonds zijn jachttaferelen aangebracht. Het paleis herbergt een belangrijke collectie meubelen. In de grote hal van het paleis hangt een 400 kg zware kroonluchter uit 1773. Verwarming was oorspronkelijk niet gepland, maar in de 2e helft van de 19e eeuw werd een heteluchtsysteem aangelegd. Buiten het paleis zijn woningen gebouwd, voor ongeveer 300 man personeel.
Het paleis lag aan de rand van een bosrijk gebied in Piëmont. Een jachttocht kon meerdere dagen duren. Hiertoe werden in de regio gebouwen ter overnachting neergezet, tot in Alba. Van het oorspronkelijke jachtterrein is een fractie in gebruik als park bij slot Stupinigi.